# Liste der Namenstage/Y
| Vorname | Geschlecht | Datum        |
| ------- | ---------- | ------------ |
| Yvonne  | w          | 19. Mai      |
| Yves    | m          | 10. Oktober  |
| Yvette  | w          | 10. Oktober  |
| Yasmin  | w          | 24. November |